# Geosciurus princeps
Geosciurus princeps — це гризун, який мешкає в південно-західній Анголі, західній Намібії та західній частині ПАР.
Це найближчий родич капської ховраха (Geosciurus inauris), який настільки схожий зовні, що їх важко відрізнити в польових умовах. Обидва види мають довгі густі чорно-білі хвости з білою смугою від плеча до крупу. Geosciurus princeps у середньому трохи більший за G. inauris, хоча розміри тіла значно збігаються. Відмінності в морфології черепа також відрізняють два види, а різці жовті до помаранчевих, а не білі, як у G. inauris.

## Опис
Це гризун великого розміру з малими вушками. Загальна довжина голови і тулуба становить від 23 до 29 см, довжина хвоста від 21 до 28 см, а вага коливається від 490 до 710 грамів. Тіло вкрите коротким світло-коричневим волоссям, яке змінюється на біле на животі, навколо очей і на передній частині обличчя. Від плечей до стегон тягнеться біла смуга. Підшерстя немає, шкіра чорна. Волоски хвоста білі з трьома чорними смугами.

## Поведінка
Geosciurus princeps ведуть суто денний спосіб життя. Дорослі самиці можуть жити поодинці або невеликими сімейними групами, тоді як самці переважно поодинокі. На відміну від капського ховраха, вони не демонструють ігрову поведінку, аллогрумінг або іншу соціальну поведінку. Будують нори на ділянках з розрідженим покривом. Вдень вони можуть віддалятися до 1 км від домашньої нори в пошуках їжі.